# ميكي (مجلة)
مجلة ميكي مجلة مصورة تصدر أسبوعيا بترخيص من شركة والت ديزني، وتصدر بعدة لغات، وقد كانت تصدر في مصر منذ عام 1959 عن دار الهلال ثم توقفت عن إصدارها في عام 2003 بسبب مشاكل مع ديزني وأعادت إصدارها دار نهضة مصر في شهر يناير/كانون الثاني 2004م.

## إصدار دار الهلال
بعد ظهور متقطع لميكي ماوس في مجلة سمير منذ عددها الثالث، بدأ صدور مجلة مستقلة في 17 أبريل 1958 بشخصيات ديزني مع 5 أعداد خاصة مجلة سمير تحت عنوان «سمير يقدم ميكي»، حيث أتفقت دار الهلال مع شركة والت ديزني على نشر القصص الخاصة بشخصيات ديزني.
و كان صدور العدد الأول لمجلة ميكي بشكلها المتعارف عليه بتاريخ 1 يناير 1959 مرة كل شهر، ثم مرة كل أسبوع بدءاً من العدد 36 في 1961، لتواصل صدورها حتى 2003. وترأست تحريرها ناديا نشأت أحد أصحاب دار الهلال (و قد سبق لها تقديم تان تان للعربية لأول مرة في مجلة سمير) ثم عوضتها في المنصب منذ 1966 نائبتها عفت ناصر حتى العام 2002.
اعتمدت المجلة في بداية الأسماء الأجنبية مثل غوفي (حتى العدد 13) ودونالد داك (حتى العدد 4)، لكنها عربت اسم العم دهب منذ أول ظهور له بالمجلة. كما نشرت عدة قصص متنوعة أجنبية وعربية، تميزت منها قصص ميكي المرسوم من قبل رسامين عرب، وأبرز أول المجهودات «ميكي: مسحراتي عبر الزمن» من تأليف مجدي نجيب ورسوم محمد التهامي في مجلة ميكي عدد 346 لرمضان 1967.
كان يتخلل كل شهر إصدار المجلة تحت مسمى «سوبر ميكي» حيث كان العدد يحوي صفحات وأبواب أكثر، ومع بداية كل شهر «ميكي جيب» الموجهة أكثر نحو القصص الإيطالية.
تعددت روافد القصص ولم تقتصر على عالم ميكي وعالم بطوط فقط، بل غطت بعض السلاسل الأخرى مثل «حكايات بطوطية» و «شباب دهب» و «زورو» و «ماوكلي» (باسم بلال) ودمبو (باسم فلفل أبو ودان).
توقف نشر مجلة ميكي لدار الهلال بعد 44 سنة عند العدد 2188 بعد سحب ديزني للترخيص وذلك بسبب خلافات حول جودة الطبعة، بعد أن تم حصر حقوق النشر في مصر فقط في حين تتولى دور أخرى النشر في المغرب العربي (دار فرنسية) والخليج.

## ميكي نهضة مصر

النسخة العربية من مجلة ميكي إصدار نهضة مصر

استأنفت دار نهضة مصر نشر المجلة في شهر يناير/كانون الثاني 2004 م مع العدد الأول مع اكتساب الحقوق في مصر فقط.
و في 2011 منحت شركة «والت ديزنى العالمية» الأمريكية، دار نشر نهضة مصر، حق توزيع إصدارات «ميكى» و«ميكى جيب» في عدد من الدول العربية، وهى السعودية والكويت وقطر وسلطنة عمان والبحرين. وكانت نهضة مصر، تتنافس مع شركة عربية في نشر وتوزيع إصدارات مجلة ميكى الشهيرة، إلى أن طالبت الناشرة داليا إبراهيم، والت ديزنى بالحصول على حق توزيع «ميكى» في الدول العربية، وهو ما وافقت عليه «ديزنى».
أًصدرت دار نهضة مصر -بجانب مجلة ميكي وميكي جيب- سلاسل موسمية من القصص المصورة منفصلة عن المجلة، مثل سلسة ديزني كوميكس وسلسلة إكس ميكي وسوبر بطوط ولغز ميكي وفانتازيا.
وصلت دار نهضة مصر إلى عددها الألف من مجلة ميكي في مارس 2023.

## ميكي الخليج
تنقلت حقوق إصدار ديزني الخليجية بين دور نشر مختلفة من عدة دول خليجية، كان أولها «الفطيم» ثم «القبس» ثم «ذ.م.م TPH» الإماراتية حتى 2011. وكانت كل دار تستأنف ترقيم الأعداد من حيث توقفت سابقتها.
وكذلك كان الشأن بالنسبة لسلاسل أخرى لديزني نشرت بالعربية لهذه الدور مثل اجازة مع ميكي، ومجلة ميني وفتيات (النسخة العربية لمجلة Witch). كما ظهرت مع كل دار مجلة لبطوط بعنوان مختلف: «مدينة البط» (الفطيم)، «بطوط» (القبس) وبطوط وأصدقاءه (الدار الإماراتية).
اعتمدت دور النشر الخليجية أسماء مختلفة لجل الشخصيات أثناء الترجمة مثل «كركور وفرفور وزرزور» عوضا عن «سوسو وتوتو ولولو»، «تيتة» عوضا عن الجدة بطة، «بطبط» عوضا عن لوز، «فتنة» عوضا عن «الساحرة سونيا»، و«الآنسة كاتبة» عوضاً عن «الآنسة سريعة».

## وصلات خارجية
- خبر عن إعادة إصدار مجلة ميكي
- أعداد للمجلة على بنك المعلومات ال.I.N.D.U.C.K.S
- مجموعة من القصص المصورة القديمة لديزني بالعربية - مجموعة من صفحات منسوخة ضوئياً عن قصص مصورة التي نشرة مصر في الـ1950يات